# ARDISA
Arte Digital, S.A. más conocida como ARDISA es una empresa de edición gráfica nicaragüense fundada en febrero de 1995 en Managua. Es una de las principales empresa de Nicaragua de artes gráficas en impresión Offset.
Desde sus inicios la empresa se dedicaba a dar servicio de levantado de texto y diagramación a las imprentas y a la ediciones impresas a través de la duplicación digital con impresoras de la marca RISOGRAPH que imprimían sobre papel de arroz con tintas vegetales. Más adelante utilizó la impresión offset para lo que adquirió una máquina ABDICK y otra Multilith que complementaba con una máquina Minerva que era utilizada para pre numerar formatos y hacer algunos trabajos troquelados.
En el año 2003 se asocia con el periódico El Nuevo Diario, que era el diario de más difusión en el país y traslada sus instalaciones a la sede del periódico, ubicada en el Plantel Mayales en el sector de El Zumen donde comienza una renovación de maquinaria de impresión con el fin de dar una oferta al público de calidad con eficiencia y en volumen. Compraron la maquinaria de la imprenta de la UCA, que había cerrado, y máquinas de 4 a 6 colores para impresión Offset que complementaron con toda una serie de equipos que complementaban y terminaban los procesos de forma automatizada, permitiendo a la imprenta ofrecer dentro de sus servicios todo tipo de material publicitario afiches, revistas, libros, empaques, etc.
En 2011 la familia Chamorro, dueños de El Nuevo Diario, venden el periódico al Grupo Promerica y ARDISA pasa a formar parte de él.